# Maside (kommunhuvudort)
Maside är en kommunhuvudort i Spanien.   Den ligger i provinsen Provincia de Ourense och regionen Galicien, i den nordvästra delen av landet, 400 km nordväst om huvudstaden Madrid. Maside ligger 400 meter över havet och antalet invånare är 3 081.
Terrängen runt Maside är kuperad västerut, men österut är den platt. Terrängen runt Maside sluttar söderut. Runt Maside är det mycket tätbefolkat, med 1 018 invånare per kvadratkilometer. Närmaste större samhälle är Ourense, 15,6 km sydost om Maside. Omgivningarna runt Maside är en mosaik av jordbruksmark och naturlig växtlighet.